# 21. prosinec
21. prosinec je 355. den roku podle gregoriánského kalendáře (356. v přestupném roce). Do konce roku zbývá 10 dní. Na tento den často připadá slunovrat.

## Události

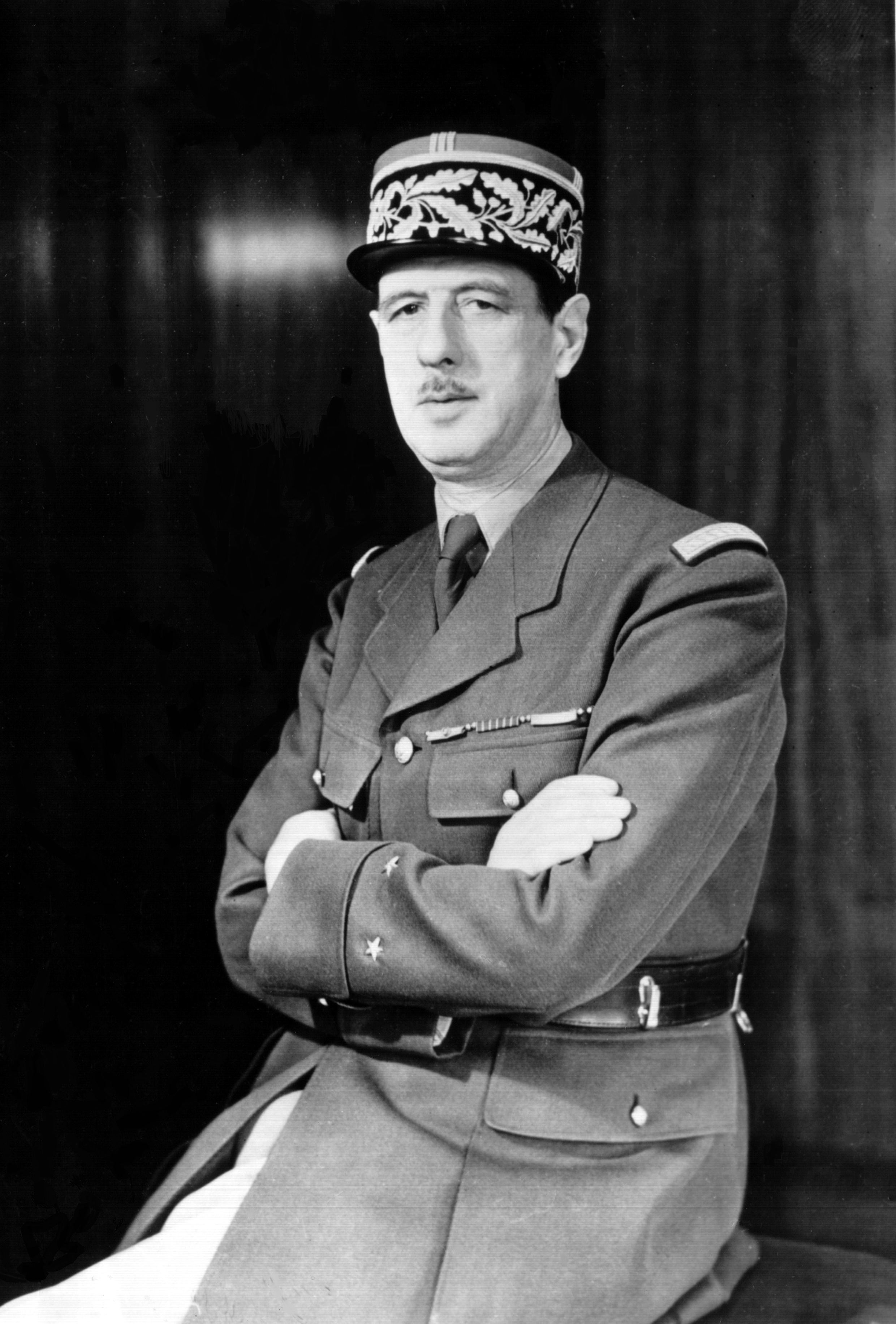
Charles de Gaulle

### Česko
- 1434 – Porada měst ovládaných husity v Táboře.
- 1834 – Poprvé byla uvedena divadelní hra Josefa Kajetána Tyla Fidlovačka aneb Žádný hněv a žádná rvačka, ve které zazněla píseň Kde domov můj?.
- 1849 – František Palacký napsal do Národních novin článek O centralisaci a národní rovnoprávnosti v Rakousku, ve kterém varoval vládu před snahou omezovat politické svobody a soustředit všechnu moc ve svých rukou. Článek vzbudil nelibost úředních míst.
- 1861 – V Brně proběhla ustavující schůze Přírodozkumného spolku v Brně. Mezi prvními čestnými členy je i Jan Evangelista Purkyně.
- 1867 – V Rakousko-Uhersku byla vydána tzv. prosincová ústava, jejíž jádro tvořilo 6 ústavních zákonů.
- 1886 – Premiéra baletu Mořice Angera Štědrovečerní sen v pražském Národním divadle.
- 1918 – Slavnostní uvítání prezidenta Tomáše Masaryka milionem občanů v pražských ulicích po návratu do Prahy z exilu, první prezidentský slib.
- 1929 – Nově zvolený poslanec Klement Gottwald poprvé mluví v Poslanecké sněmovně Národního shromáždění. Bylo mu 33 let a byl to jeho první projev před poslanci. Mluvil asi hodinu a jeho poselství bylo, že komunisté udělají revoluci a se všemi zatočí.
- 1950 – Při železniční nehodě v Podivíně zahynulo 34 lidí a 56 jich bylo zraněno.
- 1966 – Došlo k dalšímu zmírnění cenzury v Československu. Vláda vydala nařízení, jímž zrušila Hlavní správu tiskového dozoru a zřídila Ústřední publikační správu.
- 1970 – AZNP Mladá Boleslav vyrobila miliontý automobil od znárodnění v roce 1945.
- 1972 – V pražské Redutě proběhla obnovená premiéra hry Divadla Járy Cimrmana – Vyšetřování ztráty třídní knihy
- 1992 – Byla podepsána Středoevropská dohoda o volném obchodu CEFTA – dohoda uzavřená na podporu harmonického vývoje hospodářských vztahů mezi zeměmi střední Evropy.
- 2007 – Devět zemí, včetně Česka, vstoupilo do Schengenského prostoru.
- 2023 – Při masakru na Filozofické fakultě Univerzity Karlovy zemřelo 15 lidí (včetně útočníka) a 25 jich bylo zraněno.

### Svět
- 0069 – Vespasianus se stal v roce čtyř císařů čtvrtým římským císařem.
- 1937 – Premiéru měl animovaný film Sněhurka a sedm trpaslíků založený na pohádce o Sněhurce bratří Grimmů.
- 1958 – Charles de Gaulle se stal prezidentem Francie.
- 1968 – posádka Apolla 8 startuje z mysu Canaveral na první oblet Měsíce.
- 1988 – Let Pan Am 103: teroristická bomba zničila Boeing 747 nad Lockerbie ve Skotsku a zabila 270 lidí.

## Narození

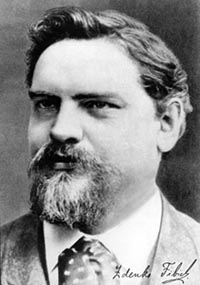
Zdeněk Fibich (* 1850)

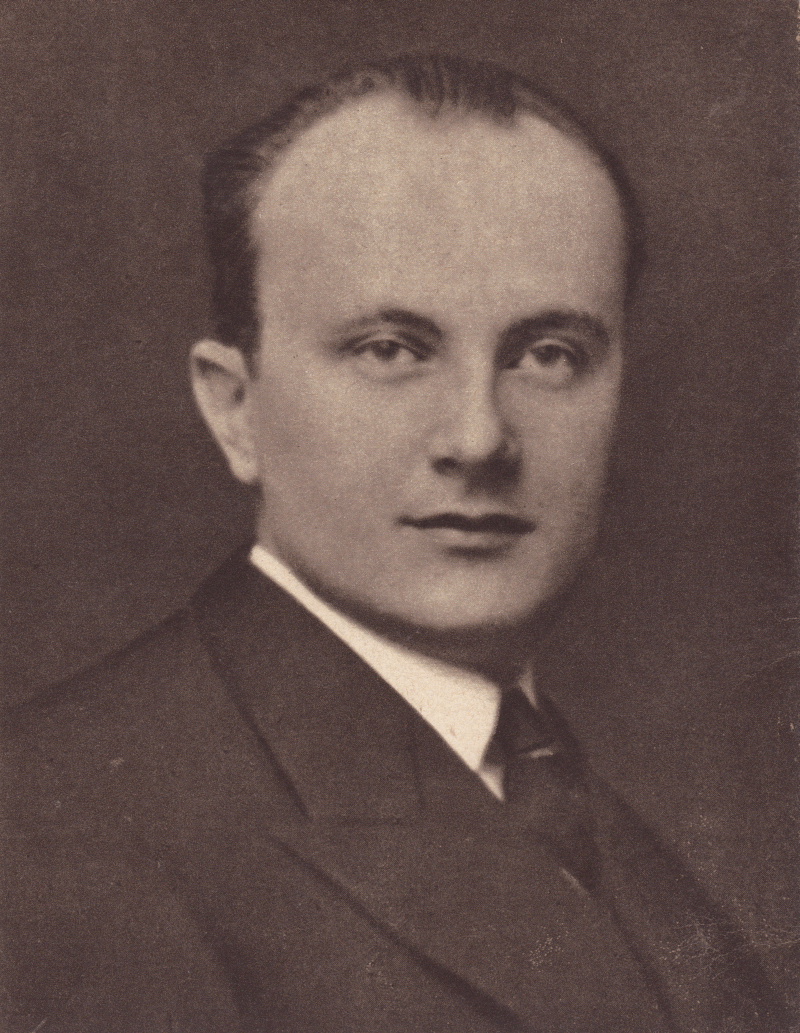
Karel Bondy (* 1906)

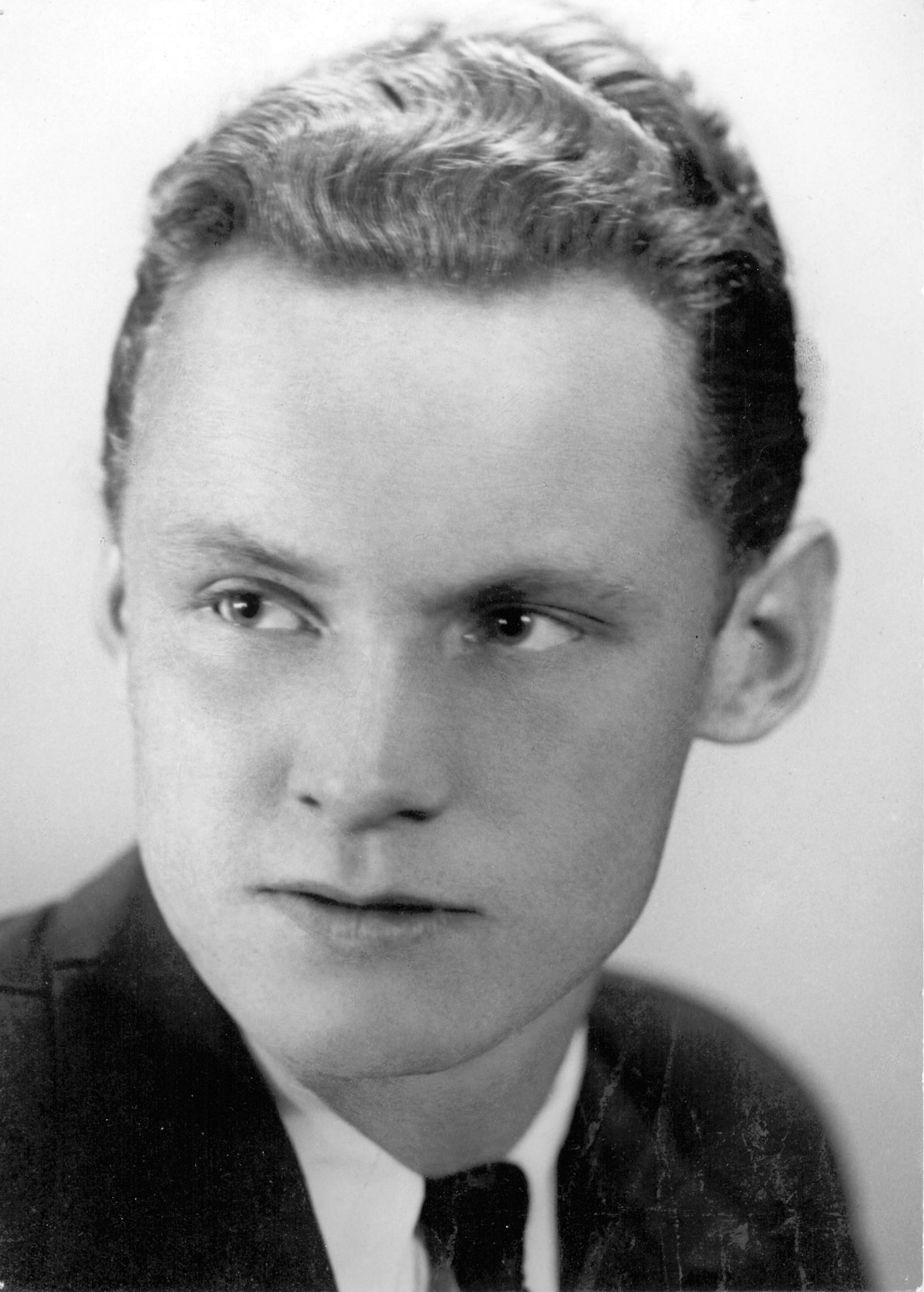
Josef Smítka (* 1919)

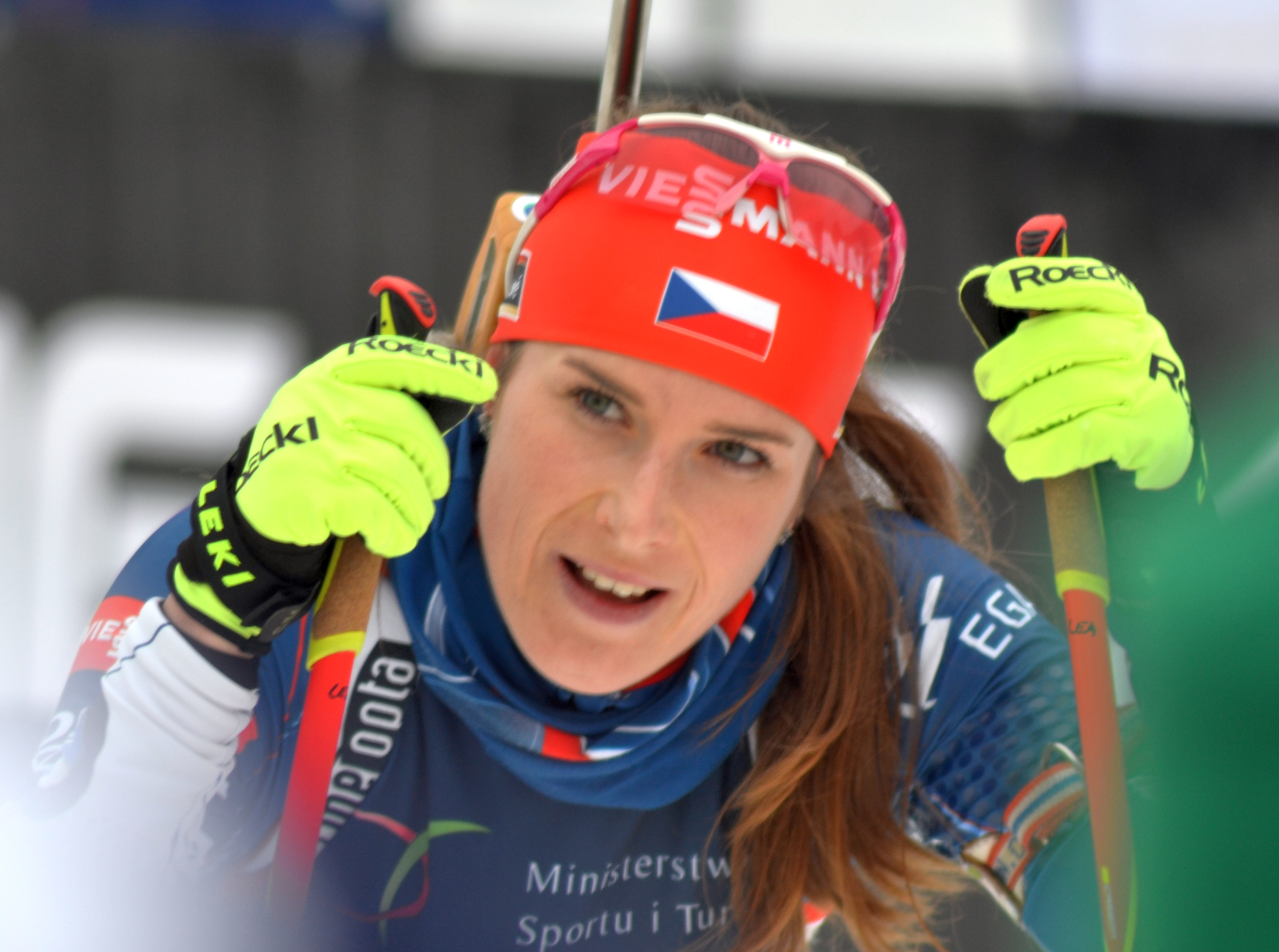
Lea Johanidesová (* 1989)

### Česko
- 1628 – Samuel Friedrich Bockshorn, hudební skladatel a kapelník († 10. listopadu 1664)
- 1756 – Tomáš Antonín Kunz, hudební skladatel a vynálezce († 1830)
- 1761 – Arnošt Konstantin Růžička, 2. biskup českobudějovický († 18. března 1845)
- 1776 – Matěj Josef Sychra, kněz, jazykovědec a spisovatel († 19. března 1830)
- 1769 – Maxmilián Josef Sommerau-Beckh, kardinál a arcibiskup olomoucký († 31. března 1853)
- 1826 – Heinrich Seidemann, poslanec Českého zemského sněmu a Říšské rady, starosta Jablonce nad Nisou († 10. února 1905)
- 1836 – Anna Cardová Lamblová, učitelka, aktivistka a spisovatelka († 19. března 1919)
- 1850 – Zdeněk Fibich, hudební skladatel († 15. října 1900)
- 1853 – Jan Václav Novák, literární historik († 30. dubna 1920)
- 1872
  - Augustin Žalud, novinář a etnograf († 25. září 1928)
  - Prokop Toman, právník, historik a sběratel výtvarného umění († 6. července 1955)
- 1873
  - Jan Malypetr, premiér Československa († 27. září 1947)
  - Emanuel Rádl, přírodovědec a myslitel († 12. prosince 1942)
- 1877 – Rudolf Lodgman, československý politik německé národnosti († 11. prosince 1962)
- 1882 – Josef Blekta, pedagog a muzejník († 7. listopadu 1960)
- 1883 – Josef Dvořák, malíř a tkadlec († 16. prosince 1967)
- 1885 – Karel Konvalinka, dirigent, hudební skladatel a pedagog († 28. října 1970)
- 1898 – Jan Plesl, československý politik, oběť komunismu († 21. srpna 1953)
- 1899 – Rudolf Luskač, prozaik († 26. června 1971)
- 1901 – Jaroslav Krčál, spisovatel († 27. března 1975)
- 1904 – Bohumil Zlámal, kněz, historik a profesor církevních dějin († 28. června 1984)
- 1906 – Karel Bondy, advokát, finančník, politik a odbojář († 21. ledna (nebo 22. ledna) 1945)
- 1918 – Josef Bek, herec a zpěvák († 5. května 1995)
- 1919
  - Ivan Blatný, básník († 5. srpna 1990)
  - Myrtil Frída, filmový archivář a historik († 10. srpna 1978)
  - Josef Istler, malíř († 19. června 2000)
  - Josef Smítka, horolezec, pískař († 27. března 1945)
- 1920 – Olga Šilhánová, sportovní gymnastka a olympijská vítězka († 27. srpna 1986)
- 1921 – Alojz Obtulovič, československý fotbalový rozhodčí († ?)
- 1926 – Arnošt Lustig, spisovatel († 26. února 2011)
- 1941 – Libuše Geprtová, herečka († 18. listopadu 2005)
- 1942
  - Dušan Kadlec, malíř žijící v Kanadě († 12. září 2018)
  - Jiřina Jelenská, herečka († 27. března 2007)
- 1945 – Ivan Rössler, textař, novinář, scenárista, dramaturg
- 1949 – Jiří Vít, fotbalový brankář
- 1950 – Patricie Holečková, spisovatelka aforismů a epigramů
- 1951 – Jaroslav Orel, právník a politik
- 1954 – Stanislav Šilhán, horolezec a podnikatel († 1. listopadu 2008)
- 1960 – Ivan Jakubec, historik
- 1972 – Martin Sedlář, politik a podnikatel
- 1973 – Jan Vašíček, politik a ekonom
- 1978 – Petr Sýkora, hokejový útočník
- 1981 – Michal Smola, orientační běžec
- 1984 – David Švagrovský, hokejový útočník
- 1989 – Lea Johanidesová, biatlonistka
- 1993 – Milan Šatník, zpěvák
- 1997 – Šimon Stránský, hokejový útočník

### Svět

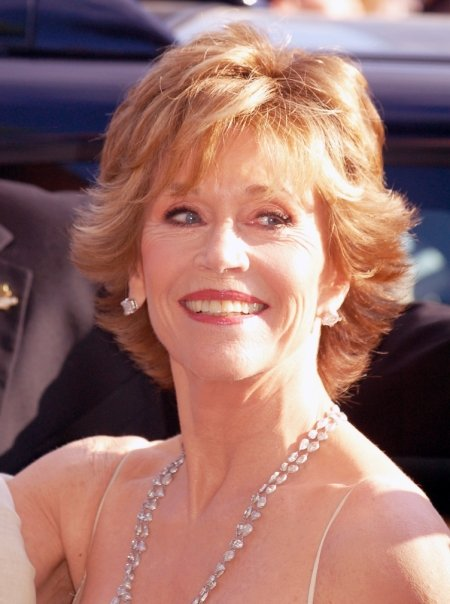
Jane Fondová (* 1937)

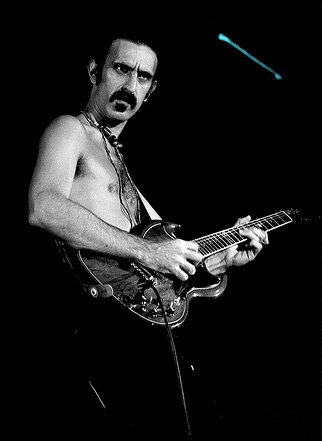
Frank Zappa (* 1940)

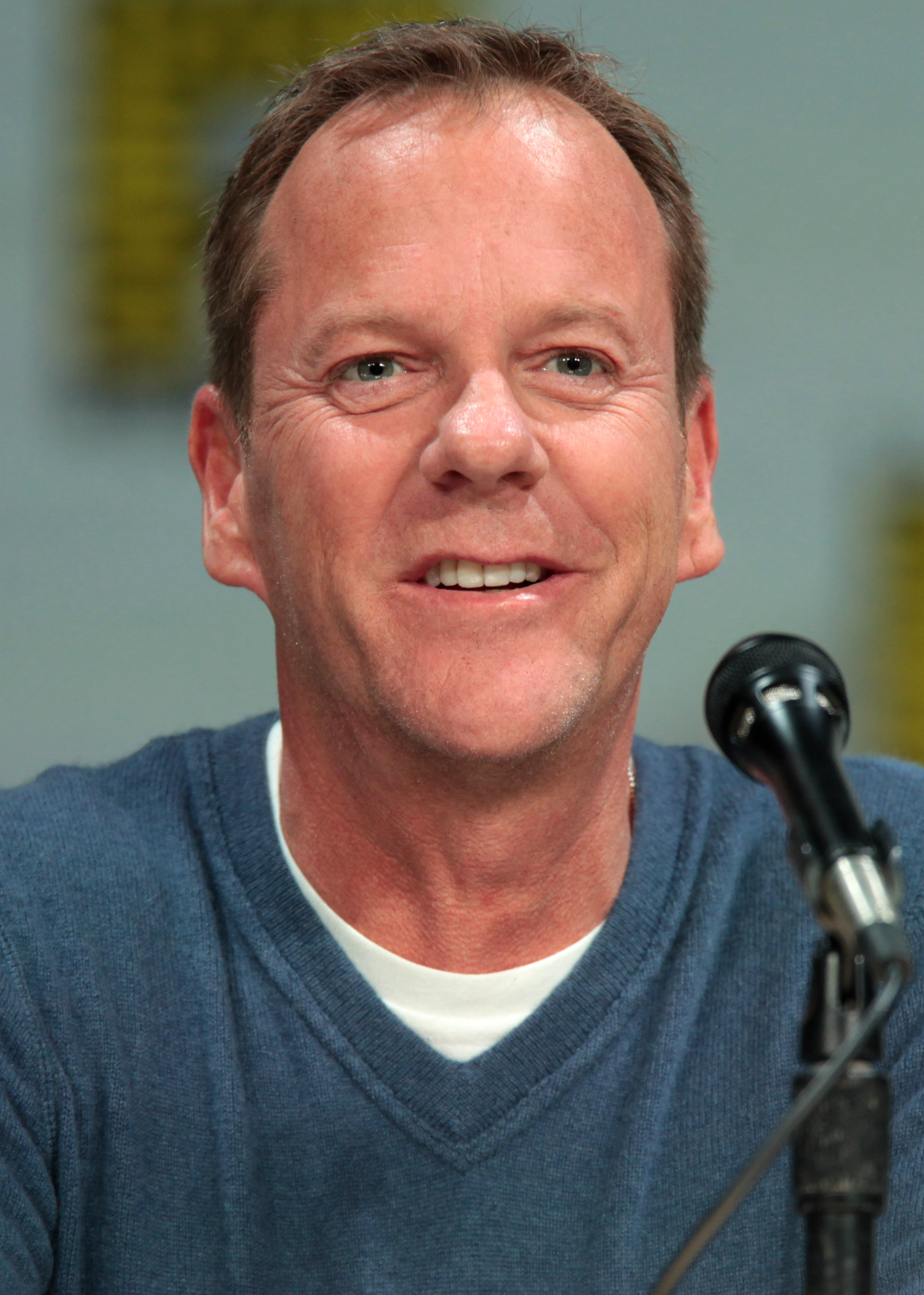
Kiefer Sutherland (* 1966)

- 1596 – Tomáš František Savojský, italský vojevůdce († 22. ledna 1656)
- 1616 – Pietro Andrea Ziani, italský varhaník a hudební skladatel († 12. února 1684)
- 1672 – Johann Christoph Schwedler, německý kazatel a skladatel duchovních písní († 12. ledna 1730)
- 1682 – Calico Jack, anglický kapitán pirátů († 18. listopadu 1720)
- 1722
  - František Antonín Raab, rakouský národohospodář, autor raabizace († 20. dubna 1783)
  - Paisij Veličkovskij, ukrajinský pravoslavný světec († 15. listopadu 1794)
- 1748
  - Jan Karel Kolowrat-krakowský, rakouský polní maršál († 5. června 1816)
  - Ludwig Christoph Heinrich Hölty, německý lidový básník († 1. září 1776)
- 1773 – Robert Brown, skotský botanik († 10. června 1858)
- 1795
  - Leopold von Ranke, německý historik († 23. května 1886)
  - Robert Moffat, skotský kongregacionalistický misionář v Africe († 9. srpna 1883)
- 1803 – Joseph Whitworth, anglický konstruktér a vynálezce († 22. ledna 1887)
- 1804 – Benjamin Disraeli, britský státník, premiér a spisovatel († 19. dubna 1881)
- 1815 – Thomas Couture, francouzský malíř († 30. března 1879)
- 1835 – Heinrich Wagner, rakouský podnikatel a politik († 19. května 1894)
- 1836 – Tereza Sasko-Altenburská, sasko-altenburská, švédská a norská  princezna († 9. listopadu 1914)
- 1840 – Anton Hanke, slovinský speleolog českého původu († 3. prosince 1891)
- 1846 – Adam Sikora, polský národní činitel a filantrop († 26. července 1910)
- 1858 – Friedrich Ohmann, rakouský architekt († 6. dubna 1927)
- 1860 – Danylo Stachura, rakouský právník a politik rusínské národnosti († 20. prosince 1938)
- 1863 – Sophie Mannerheim, finská zdravotnice († 9. ledna 1928)
- 1867 – Jan Stapiński, rakouský politik polské národnosti († 17. února 1946)
- 1868 – Rudolf Abel, německý bakteriolog († 8. srpna 1942)
- 1874
  - Tadeusz Boy-Żeleński, polský lékař, spisovatel a překladatel († 4. července 1941)
  - Josep Maria Sert, katalánský malíř († 27. listopadu 1945)
- 1878 – Jan Łukasiewicz, polský matematik a filozof († 13. února 1956)
- 1893 – Tommaso Lequio di Assaba, italský žokej, olympijský vítěz († 17. prosince 1965)
- 1896 – Konstantin Rokossovskij, sovětský a polský maršál a polský ministr obrany († [3. srpna 1968])
- 1900 – Vsevolod Vitaljevič Višněvskij, sovětský dramatik († 28. února 1951)
- 1907 – Albert Schwartz, americký plavec († 7. prosince 1986)
- 1913 – Heinz Conrads, rakouský herec a interpret († 9. dubna 1986)
- 1917 – Heinrich Böll, německý spisovatel († 16. července 1985)
- 1918 – Kurt Waldheim, rakouský prezident 1986 – 1992 a generální tajemník OSN 1972 – 1981 († 14. června 2007)
- 1921 – Alicia Alonsová, kubánská primabalerína († 17. října 2019)
- 1923 – Richard Hugo, americký spisovatel († 22. října 1982)
- 1924 – Rita Reys, nizozemská zpěvačka († 28. července 2013)
- 1926 – James B. Adams, americký prokurátor a prozatímní ředitel FBI († 25. dubna 2020)
- 1932 – Ilja Zeljenka, slovenský hudební skladatel († 13. července 2007)
- 1934 – Hank Crawford, americký saxofonista († 29. ledna 2009)
- 1936 – Jozef Šimúth, slovenský vědec, biolog a politik
- 1937
  - David Levy, ministr zahraničních věcí Izraele († 2. června 2024)
  - Jane Fondová, americká herečka, držitelka dvou Oscarů, politická aktivistka
- 1940 – Frank Zappa, americký zpěvák a skladatel († 4. prosince 1993)
- 1941 – Christine Spielbergová, východoněmecká atletka, diskařka
- 1942 – Chu Ťin-tchao, prezident Čínské lidové republiky
- 1943 – Albert Lee, britský hudebník
- 1945 – Millie Hughesová, americká astronautka († 4. února 2021)
- 1946 – Carl Wilson, americký zpěvák a kytarista, člen skupiny The Beach Boys († 6. února 1998)
- 1947 – Paco de Lucía, španělský hudební skladatel a kytarista († 25. února 2014)
- 1948 – Samuel L. Jackson, americký herec
- 1949 – Thomas Sankara, prezident Burkiny Faso († 15. října 1987)
- 1953 – András Schiff, britský klavírní virtuos a dirigent
- 1954
  - Chris Evertová, americká tenistka
  - Kai Arne Engelstad, bývalý norský rychlobruslař
  - Hermann Tilke, německý architekt a automobilový závodník
- 1957
  - Rolf Kanies, německý herec
  - Ray Romano, americký herec, scenárista a komik
- 1959 – Florence Griffith-Joynerová, americká sprinterka († 21. září 1998)
- 1961 – Micuru Sató, japonský zápasník, volnostylař
- 1966 – Kiefer Sutherland, kanadský herec
- 1967 – Michail Saakašvili, politik a gruzínský prezident
- 1968 – Ladislav Tóth, slovenský fotbalový brankář
- 1969
  - Julie Delpy, francouzská herečka
  - Mihails Zemļinskis, lotyšský fotbalový obránce a trenér
- 1972 – Erwin Schrott, uruguayský basbarytonista
- 1974 – Karrie Webbová, australská golfistka
- 1977 – Emmanuel Macron, francouzský prezident
- 1980
  - Stefan Liv, švédsky hokejista († 7. září 2011)
  - Ricardo Mello, brazílský tenista
- 1981 – Cristian Zaccardo, italský fotbalista
- 1983 – Steven Yeun, korejsko-americký herec
- 1984
  - Mari Silje Samuelsen, norská klasická houslistka
  - Jemima Sumgongová, keňská běžkyně
- 1986
  - Sergej Karimov, německo-kazašskýfotbalový obránce († 24. prosince 2019)
  - Ousmane Viera, fotbalový obránce z Pobřeží slonoviny
- 1987 – Edward Speleers, britský herec a producent
- 1991 – Riccardo Saponara, italský útočící fotbalový záložník
- 1992 – Junior Tallo, fotbalový záložník z Pobřeží slonoviny
- 2000 – Jelena Remizovová, ruská sportovní lezkyně

## Úmrtí

### Česko
- 1712 – Jan Václav Vratislav z Mitrovic, český politik a diplomat (* 1670)
- 1765 – Prokop Diviš, přírodovědec (* 26. března 1696)
- 1899
  - František Lepař, český klasický filolog a překladatel (* 1. srpna 1831)
  - Alois Oliva, velkoobchodník a mecenáš (* 11. července 1822)
- 1907 – Friedrich Schönborn, český šlechtic a předlitavský politik (* 11. září 1841)
- 1908 – Jiří Kristián Lobkowicz, nejvyšší maršálek Království českého (* 14. května 1835)
- 1909 – Karel Halíř, houslista a pedagog (* 1. února 1859)
- 1924 – František Storch, právník a rektor Univerzity Karlovy (* 13. září 1850)
- 1930
  - Otakar Srdínko, český lékař a politik (* 1. ledna 1875)
  - Gustav Schmoranz, český divadelní režisér (* 16. září 1858)
- 1934 – Emil Kasík, československý politik (* 30. října 1875)
- 1936 – Ondřej Přikryl, český lékař, básník, spisovatel a politik (* 26. listopadu 1862)
- 1947 – Dominik Leibl, československý politik (* 1. dubna 1869)
- 1987 – Jaroslav Paur, český malíř (* 25. července 1918)
- 1962 – Emerich Rath, všestranný sportovec německé národnosti (* 5. listopadu 1883)
- 2000 – Stanislav Hojný, pedagog a hráč na bicí nástroje (* 1920)
- 2004
  - František Maňas, hudební skladatel (* (4. října 1921)
  - Jiří Bečka, orientalista, spisovatel a překladatel (* 16. října 1915)
- 2005 – Rudolf Pernický, válečný hrdina (* 1. července 1915)
- 2007
  - Jiří Pauer, hudební skladatel (* 22. února 1919)
  - Věra Galatíková, herečka (* 19. srpna 1938)
- 2011 – Karel Macek, český chemik (* 31. října 1928)
- 2014 – Zdeněk Švehla, český operní tenorista (* 16. července 1924)

### Svět
- 0072 – Svatý Tomáš, jeden z 12 Ježíšových apoštolů (* ?)
- 1281 – Hartmann z Habsburku a Kyburgu (* 1263)
- 1295 – Erik Braniborský, magdeburský arcibiskup (* kolem 1245)
- 1375 – Giovanni Boccaccio, italský spisovatel (* 16. červenec 1313)
- 1446 – Ludvík z Vendôme, vrchní královský komoří a velmistr Francie (* 1376)
- 1476 – Isabela Nevillová, vévodkyně z Clarence, hraběnka z Warwicku (* 5. září 1451)
- 1536 – John Seymour, otec třetí manželky Jindřicha VIII. (* 1474)
- 1549 – Markéta Navarrská, navarrská královna a spisovatelka (* 11. dubna 1492)
- 1597 – Petr Canisius, jezuitský teolog a kazatel (* 8. května 1521)
- 1750 – Alžběta Kristýna Brunšvicko-Wolfenbüttelská, manželka císaře Karla VI. a matka Marie Terezie (* 1691)
- 1755 – Manuel de Zumaya, mexický varhaník a hudební skladatel (* 1678)
- 1799 – Marie Josefa Ditrichštejnová, rakouská hraběnka (* 2. listopadu 1736)
- 1806 – Ferdinand Karel Habsbursko-Lotrinský, syn Marie Terezie († 1754)
- 1807 – John Newton, anglický kněz a skladatel křesťanských písní (* 24. června 1725)
- 1816
  - Jean Baptiste Pierre André Amar, francouzský revoluční politik (* 11. května 1755)
  - Jan Karel Liebich, německý divadelní režisér a ředitel (* 5. srpna 1773)
- 1826 – Gaetano Andreozzi, italský operní skladatel (* 22. května 1755)
- 1864 – Ludvík Habsbursko-Lotrinský, rakouský arcivévoda a princ (* 13. prosince 1784)
- 1872 – Robert Scott Duncanson, americký malíř (* 1821)
- 1882 – Francesco Hayez, milánský malíř (* 10. února 1791)
- 1890
  - Johanne Luise Heiberg, dánská herečka (* 22. listopadu 1812)
  - Niels Wilhelm Gade, dánský hudební skladatel a dirigent (* 22. února 1817)
- 1891 – Georg Emil Hansen, dánský fotograf (* 12. května 1833)
- 1916 – Daniel Oliver, anglický botanik (* 6. února 1830)
- 1918 – Konrad Hohenlohe-Waldenburg-Schillingsfürst, rakouský politik (* 16. prosince 1863)
- 1927 – Ludwig Beissner, německý zahradník a dendrolog (* 6. června 1843)
- 1928 – Luigi Cadorna, italský generál a politik (* 4. září 1850)
- 1933 – Knud Rasmussen, grónský polární badatel a antropolog (* 7. června 1879)
- 1935 – Kurt Tucholsky, německý novinář, satirik a spisovatel (* 9. ledna 1890)
- 1937 – Frank B. Kellogg, americký politik, nositel Nobelovy cena za mír (* 22. prosince 1856)
- 1940 – Francis Scott Fitzgerald, americký spisovatel (* 24. září 1896)
- 1942 – Franz Boas, americký antropolog (* 9. července 1858)
- 1945 – George S. Patton, generál armády USA za 2. světové války (* 11. listopadu 1885)
- 1942 – Franz Boas, německo-americký průkopník moderní antropologie (* 1858)
- 1947 – Dušan Jurkovič, slovenský architekt (* 1868)
- 1950
  - Alija bint Alí, irácká královna (* 1911)
  - Konrad von Preysing, německý kardinál a berlínský biskup (* 30. srpna 1880)
  - Paul Haviland, americký fotograf a spisovatel (* 17. června 1880)
- 1951 – Ernie Collett, kanadský hokejový brankář (* 3. března 1895)
- 1954 – Ivan Iljin, ruský filozof, náboženský myslitel a publicista (* 28. dubna 1883)
- 1956
  - Lewis Terman, americký psycholog (* 15. ledna 1877)
  - Paul Reusch, německý průmyslník (* 9. února 1868)
- 1958 – Lion Feuchtwanger, německý spisovatel (* 7. července 1884)
- 1964 – Carl van Vechten, americký spisovatel a fotograf (* 17. června 1880)
- 1968 – Vittorio Pozzo, italský fotbalový hráč a trenér (* 2. března 1886)
- 1972
  - Zora Jesenská, slovenská spisovatelka (* 3. května 1909)
  - Paul Hausser, německý generál (* 7. října 1880)
- 1974 – Rex Easton, americký automobilový závodník (* 12. prosince 1913)
- 1975 – Jean Bertin, francouzský průkopník dopravy vznášedly (* 5. září 1917)
- 1977 – Maria Fedecka, polská sociální pracovnice a odbojářka (* 1904)
- 1978 – Roger Caillois, francouzský spisovatel a sociolog (* 3. března 1913)
- 1981 – Seweryn Butrym, polský divadelní, filmový a televizní herec a divadelní režisér (* 1910)
- 1983 – Paul de Man, americký literární teoretik (* 6. prosince 1919)
- 1986 – Willy Coppens, nejúspěšnější belgický stíhací pilot první světové války (* 6. července 1892)
- 1988 – Nikolaas Tinbergen, nizozemský biolog a ornitolog, držitel Nobelovy ceny (* 15. dubna 1907)
- 1989 – Ján Cikker, slovenský skladatel (* 1911)
- 1990 – Medard Boss, švýcarský psychiatr a psychoterapeut (* 1903)
- 1992 – Albert King, americký bluesový kytarista a zpěvák (* 25. dubna 1923)
- 1993 – Margarita Nikolajevová, sovětská sportovní gymnastka, olympijská vítězka (* 23. září 1935)
- 1997 – Johnny Coles, americký trumpetista (* 3. července 1926)
- 2000 – Stephen Mitchell, americký psychoanalytik (* 23. července 1946)
- 2001 – Thomas A. Sebeok, maďarský filosof a lingvista (* 9. listopadu 1920)
- 2005 – Johan Fjord Jensen, dánský literární historik (* 17. prosince 1928)
- 2006
  - Ann Philippa Pearceová, anglická spisovatelka (* 22. ledna 1920)
  - Saparmurat Nijazov, turkmenský doživotní prezident (* 19. února 1940)
- 2010 – Lech Emfazy Stefański, polský spisovatel, novinář, překladatel (* 2. července 1928)
- 2011 – Jevhen Rudakov, ukrajinský fotbalista (* 2. ledna 1942)
- 2012 – Lee Dorman, americký baskytarista (* 15. září 1942)
- 2014 – Udo Jürgens, rakouský zpěvák (* 30. září 1934)
- 2019
  - Stefan Angelov, bulharský zápasník (* 7. ledna 1947)
  - Emanuel Ungaro,  francouzský módní návrhář (* 13. února 1933)
- 2020 – Alexandr Kurljandskij, ruský scenárista a spisovatel (* 1. července 1938)

## Svátky

### Česko
- Natálie

### Svět
- Tomáš

## Pranostiky

### Česko
- Na svatého Tomáše nejdéle noc naše.
- Na svatého Tomáše zima se rozpáše.
- Na svatého Tomáše zima je naše.
- O svatém Tomáši meluzína straší.

## Báseň
Karel Čapek: "Tomáše den požehnaný štědřejší než Mikuláš,
co jsi chtěl a zač ses modlil, národe můj teď tu máš…
Tomáš tu, po čtyřech letech, z apoštolských přišel cest,
přinášeje v ruční tašce (žluté), novou blahozvěst…"
| 21. prosinec v pražském KlementinuÚdaje jsou platné k 11. 3. 2025. | 21. prosinec v pražském KlementinuÚdaje jsou platné k 11. 3. 2025. | 21. prosinec v pražském KlementinuÚdaje jsou platné k 11. 3. 2025. |
| minimum                                                            | denní průměr                                                       | maximum                                                            |
| ------------------------------------------------------------------ | ------------------------------------------------------------------ | ------------------------------------------------------------------ |
| −20,4 °C (1927)                                                    | 1,4 °C (od 1961)                                                   | 14,3 °C (1989)                                                     |